# Dem Jeans
Dem Jeans è una singolo del rapper statunitense Chingy, featuring Jermaine Dupri, pubblicato il 27 agosto 2006 come secondo estratto dall'album Hoodstar.

## Formazione (parziale)
- Chingy - voce
- Jermaine Dupri - voce

## Classifiche
| Classifica (2006)                    | Posizione raggiunta |
| ------------------------------------ | ------------------- |
| Australian ARIA Singles Chart        | 58                  |
| U.S. Billboard Hot 100               | 59                  |
| U.S. Billboard Hot R&B/Hip-Hop Songs | 57                  |
| U.S. Billboard Hot Rap Tracks        | 19                  |
| U.S. Billboard Pop 100               | 62                  |